# Ottelia emersa
Ottelia emersa är en dybladsväxtart som beskrevs av Z.C.Zhao och R.L.Luo. Ottelia emersa ingår i släktet Ottelia och familjen dybladsväxter. Inga underarter finns listade.